# نوكيا 107
نوكيا 107 (بالإنجليزية: Nokia 107)‏ هو هاتف محمول مُزدوج الشريحة [الإنجليزية] مِن شركة نوكيا، يعمل على نظام التشغيل سيريز 30 [الإنجليزية]، أطلقتهُ الشركة في أغسطس 2013، مُضمن بشاشة مقاس 1.80 بوصة، بِدقة 128 × 160 بكسل، وكثافة بكسلات تبلغ 114 بكسل لكل بوصة.

## الخصائص
- الكاميرا الأمامية: لا يوجد
- الكاميرا الخلفية: لا يوجد
- الوزن: 75
- الذاكرة: 4 ميجا رام
- التخزين: مايكرو - تصل إلى 16 جيجا

## التوفر
يتوفر باللون: أسود، أبيض، أحمر